# Stefan Wilanowski
Stefan Wilanowski (ur. 27 sierpnia 1900 w Bolimowie, zm. 30 października 1978) – polski adwokat, polityk i działacz ludowy; poseł Krajowej Rady Narodowej i na Sejm Ustawodawczy.

## Życiorys
Ukończył gimnazjum w Gostyninie, Szkołę Podchorążych w Warszawie (1919), a także studia prawnicze na Wydziale Prawno-Ekonomicznym Uniwersytetu Poznańskiego (1923).  Po studiach był aplikantem sądowym (1923 – 1926) i aplikantem adwokackim (1926 – 1930) w Łodzi. Od 1930 prowadził własną kancelarię adwokacką w Łodzi. Wielokrotnie występował przed sądem jako obrońca działaczy ludowych oraz komunistów. 
Od 1923 był członkiem PSL „Piast”, a po rozłamie partii przeszedł do Stronnictwa Chłopskiego, a następnie do Stronnictwa Ludowego, w ramach którego był członkiem zarządu wojewódzkiego w Łodzi, a przed wybuchem II wojny światowej – wiceprezesem zarządu wojewódzkiego. W 1937 skazany na 2 miesiące aresztu za wystąpienie na wiecu chłopskim w Burzeninie.
W 1939 w stopniu podporucznika piechoty uczestniczył w kampanii wrześniowej. Po klęsce kampanii, wraz z wojskiem został ewakuowany do Rumunii, następnie do Jugosławii, Włoch i Francji. Po kapitulacji Francji w 1940, wyjechał do Wielkiej Brytanii gdzie służył w armii do stycznia 1942. Zdemobilizowany, ukończył studia w London School of Economics and Political Science. Następnie był radcą prawnym Ministerstwa Przemysłu i Handlu polskiego rządu na uchodźstwie oraz radcą Związku Marynarzy. W 1944 na emigracji był współzałożycielem i sekretarzem generalnym Zjednoczenia Polskiego, a w 1944 został wiceprezesem londyńskiego Komitetu Wszechsłowiańskiego. Od października 1944 był pierwszym przedstawicielem Polskiego Komitetu Wyzwolenia Narodowego na Wielką Brytanię, a następnie Rządu Tymczasowego RP w Londynie. Powrócił do Polski 30 czerwca 1945 r.
Z ramienia Stronnictwa Ludowego w latach 1945–1947 był posłem Krajowej Rady Narodowej, a następnie posłem na Sejm Ustawodawczy (1947–1952). Był przewodniczącym Komisja Morskiej i Handlu Zagranicznego, zastępcą przewodniczącego Komisji Specjalnej do Rozpatrzenia Projektu Ustawy o Amnestii, a także sekretarzem Komisja Prawniczej i Regulaminowej. Reprezentował Okręg nr 32 Leszno. W latach 1946–1949 był członkiem Rady Naczelnej Stronnictwa Ludowego, a od 1949 roku był członkiem Zjednoczonego Stronnictwa Ludowego. Do roku 1964 pracował w adwokaturze. Był autorem wielu prac z dziedziny ekonomiczno-politycznej.
Został pochowany na Cmentarzu Wojskowym na Powązkach w Warszawie (kwatera: C35, rząd: 5, miejsce: 8).

## Odznaczenia
- Krzyż Oficerski Orderu Odrodzenia Polski[2]

## Publikacje
- Wilanowski S., Indie. Społeczeństwo, ekonomia, polityka, Ludowa Spółdzielnia Wydawnicza, 1969.
- Wilanowski S., Japonia. społeczeństwo, ekonomia, polityka, Ludowa Spółdzielnia Wydawnicza, 1974.